# Décskelecsény
Décskelecsény (szlovákul Kľačany) község Szlovákiában, a Nagyszombati kerület Galgóci járásában.

## Fekvése
Galgóctól 7 km-re, délkeletre fekszik.

## Története

### Kelecsény
1256-ban "Kelechent" néven IV. Béla adománylevelében említik először. 1275-ben IV. László király Galgóc környékét Aba fia Abának adta érdemeiért. 1294-ben III. András király az Albert stájer herceggel vívott harcokban tett szolgálaiért Menold fia Ábrahámnak adományozta. 1349-ben I. Lajos király Kont Miklósnak adta, majd 1430-ban házasság révén az Újlaky család szerezte meg. 1524-ben Újlaky Lőrinc halálával a birtok ismét a koronára szállt. 1525-től a galgóci uradalom részeként a Thurzó család birtoka. 1639-ben a korábbi Thurzó birtokokkal együtt a Forgáchok vásárolták meg, akik egészen 1708-ig birtokolták a települést. 1720-tól az Erdődy család a falu földesura.
Vályi András szerint: "KELECSENY. Tót falu Nyitra Várm. földes Ura G. Erdődy Uraság, lakosai katolikusok, fekszik Alsó Recsényhez közel, mellynek filiája, határja hasonló Bajmocska helységéhez."
Fényes Elek szerint: "Kelecsén, (Klacsán), Nyitra m. tót falu, Galgóczhoz 1 1/2 órányira: 376 kath., 41 evang., 10 zsidó lak. – Van szőlőhegye, erdeje, jó rétei. F. u. gr. Erdődy Józsefné."
Nyitra vármegye monográfiája szerint: "Kelecsény, tót falu a Nyitra és Galgócz között elterülő völgyben, Galgócztól délkeletre, mintegy 10 kmre. Lakosainak száma 492, vallásuk r. kath. Posta, táviró és vasútállomása Récsény. Van itt egy gazdasági szeszgyár. Földesurai az Erdődyek voltak, kiknek itt most is nagyobb birtokuk van. 1256-ban "Kelecsent" név alatt említtetik."

### Décs
Az eredetileg Kelecsény nevű falu magyar nevének előtagját a határában létező, és 1256-ban Ság határjárásában "Dychy" néven említett Décs faluról kapta a 20. század elején. 1276-ban "Gyuche" alakban Szolgagyőr tartozékaként említik. 1297-ben Vörös Ábrahám (Abraham Rufus) elcserélte Aba comes más birtokaiért. 1316-ban egy határjárásban szerepel. 1349-ben "Dywch" néven említik. 1353-ban egy sági birtokcsere kapcsán "Dychy" alakban említik. 1452-ben 15 telke volt. 1572-ben Csajtay Antal décsi birtokát és a galgóci kuriális házát Csuty Zsigmondnak adta át. 1599-ben elhagyott volt. 1718-ban Nyitra vármegye vizsgálatot végzett Ságh és Décs birtokok szőlőhegyének tizede ügyében, a Berényi, Soki, Sándor és Viczai család vitája miatt. 1822-ben még szerepel az Esztergomi Érsekség birtoktérképen, illetve a második katonai felmérés térképén. Ma mezőgazdasági udvar.
Vályi András szerint: "DÉCS. Kis falu Nyitra Vármegyében, lakosai katolikusok, fekszik Alsó Récsérnek szomszédságában, mellyhez hasonlító, ’s ennek filiája."
Fényes Elek szerint: "Décs, Nyitra m. puszta, Recsény filial. 32 kath. lak."
A trianoni békeszerződésig Kelecsény (és vele együtt Décs) területe Nyitra vármegye Galgóci járásához tartozott.

## Népessége
| Év:            | 1994. | 2004.   | 2014.   | 2024.   |
| -------------- | ----- | ------- | ------- | ------- |
| Emberek száma: | 954   | 976     | 1064    | 1143    |
| Eltérés:       |       | +2,30 % | +9,01 % | +7,42 % |

| Év:            | 2023. | 2024.   |
| -------------- | ----- | ------- |
| Emberek száma: | 1145  | 1143    |
| Eltérés:       |       | -0,17 % |

1880-ban 475 lakosából 412 szlovák, 37 német, 8 magyar anyanyelvű és 18 csecsemő.
1890-ben 492 lakosából 462 szlovák és 14 magyar anyanyelvű volt.
1900-ban 585-en lakták, ebből 552 szlovák és 17 magyar anyanyelvű.
1910-ben 669 lakosából 583 szlovák, 35 magyar, 21 német és 30 más anyanyelvű.
1921-ben 711 lakosából 688 csehszlovák volt.
1930-ban 764 lakosából 762 csehszlovák volt.
1991-ben 981 lakosából 974 szlovák volt.
2001-ben 977 lakosából 965 szlovák, a községet egy magyar lakta.
2011-ben 1007 lakosából 868 szlovák és 1 magyar.

## Nevezetességei

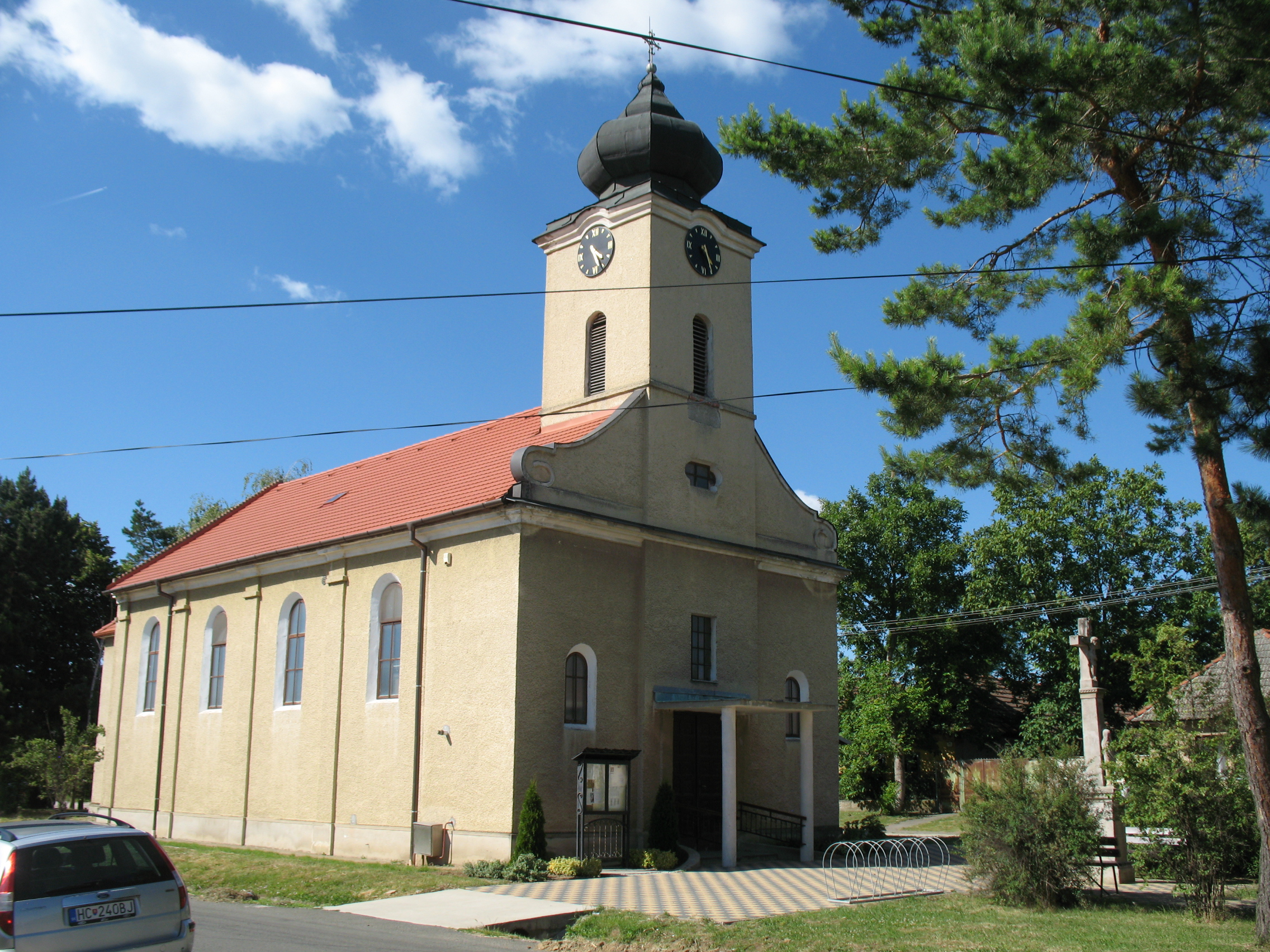
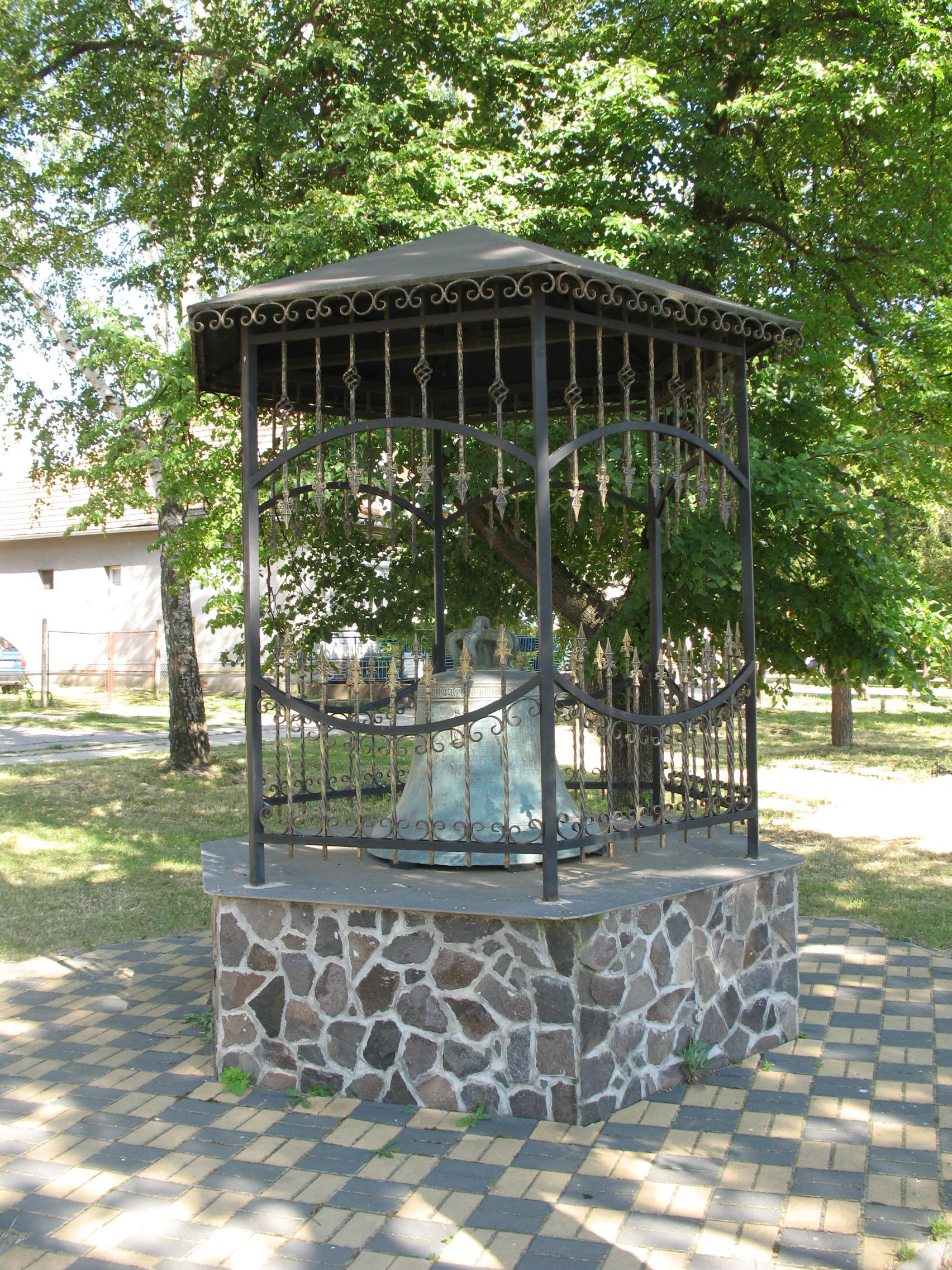
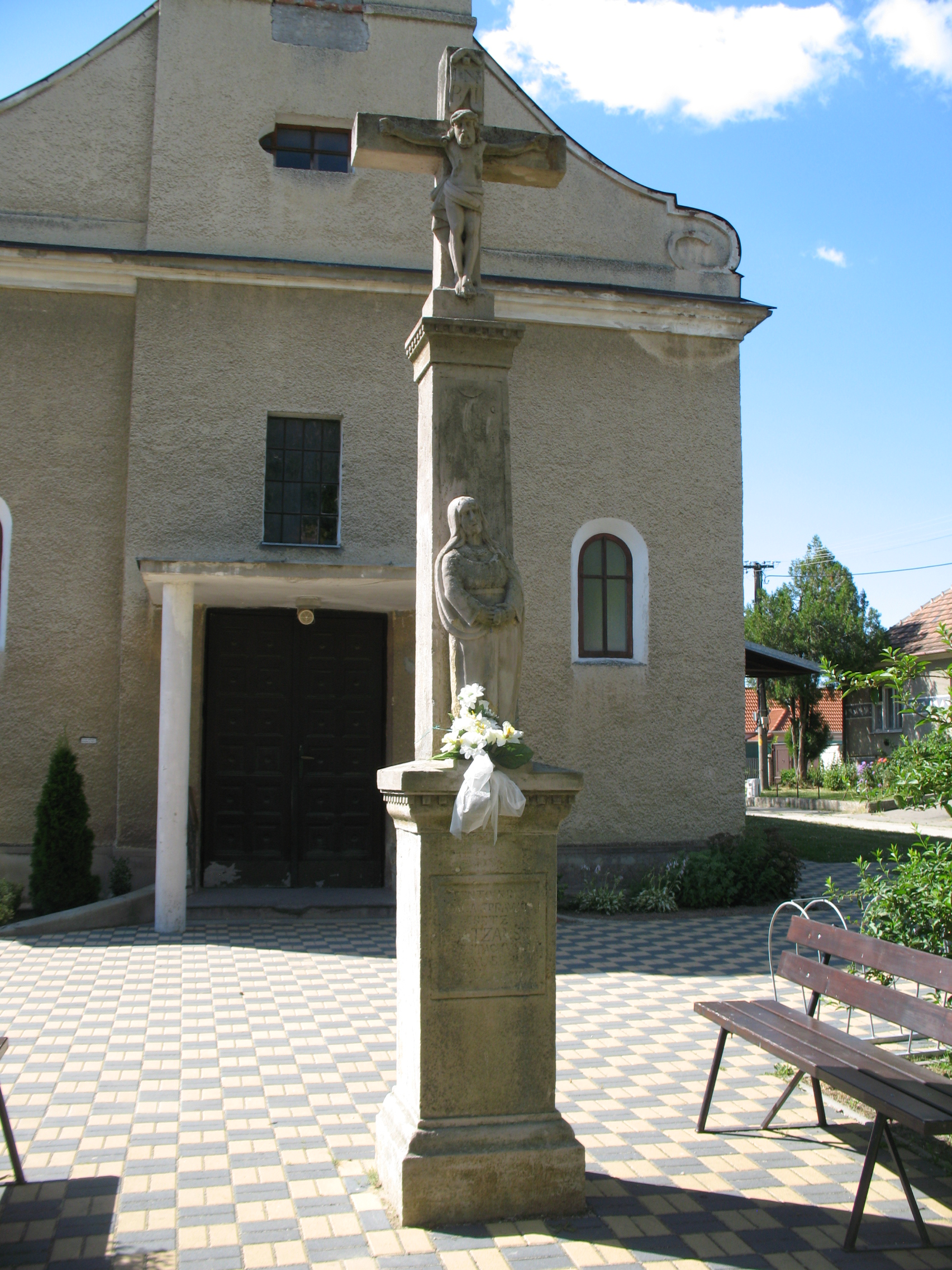
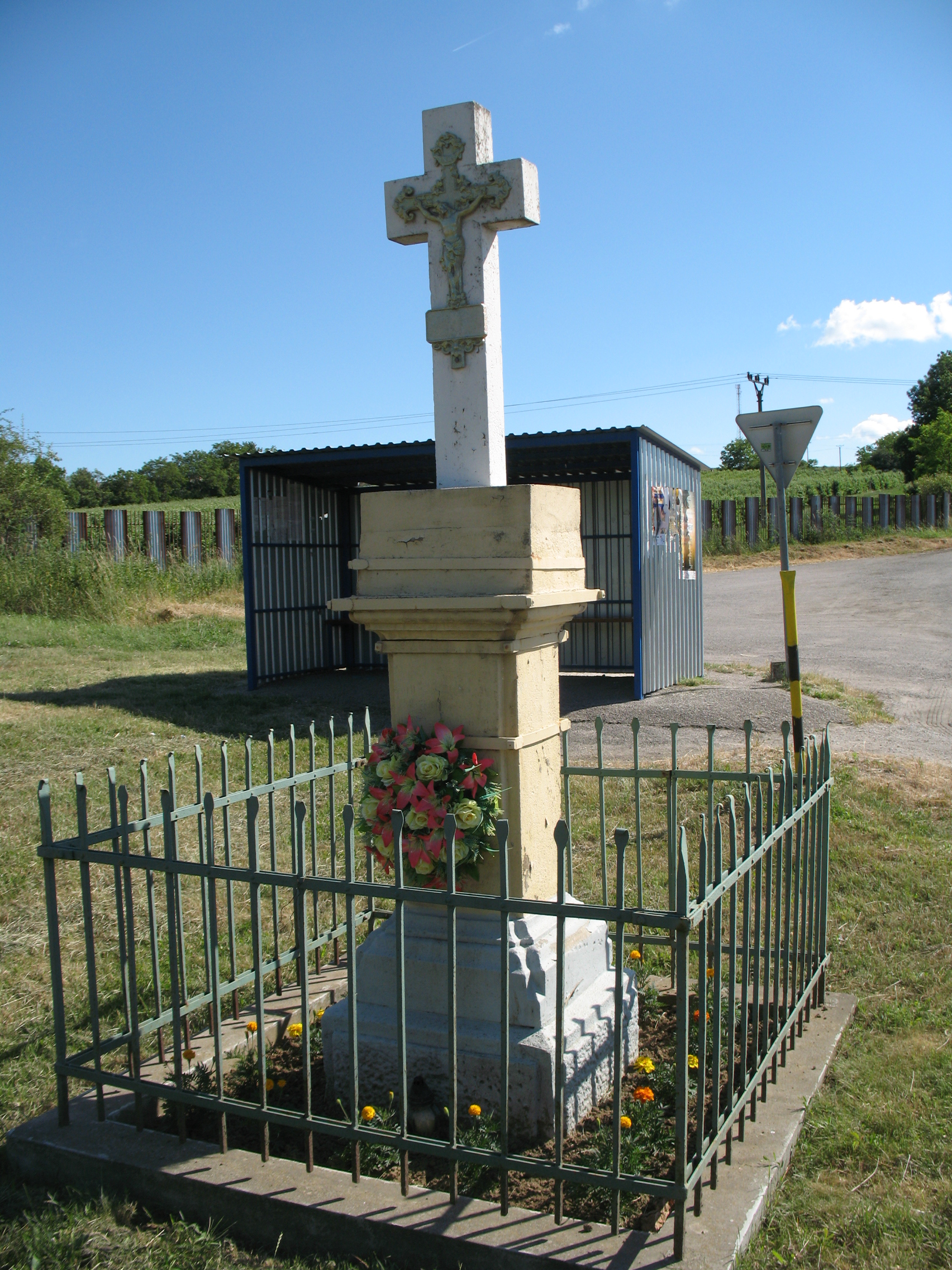
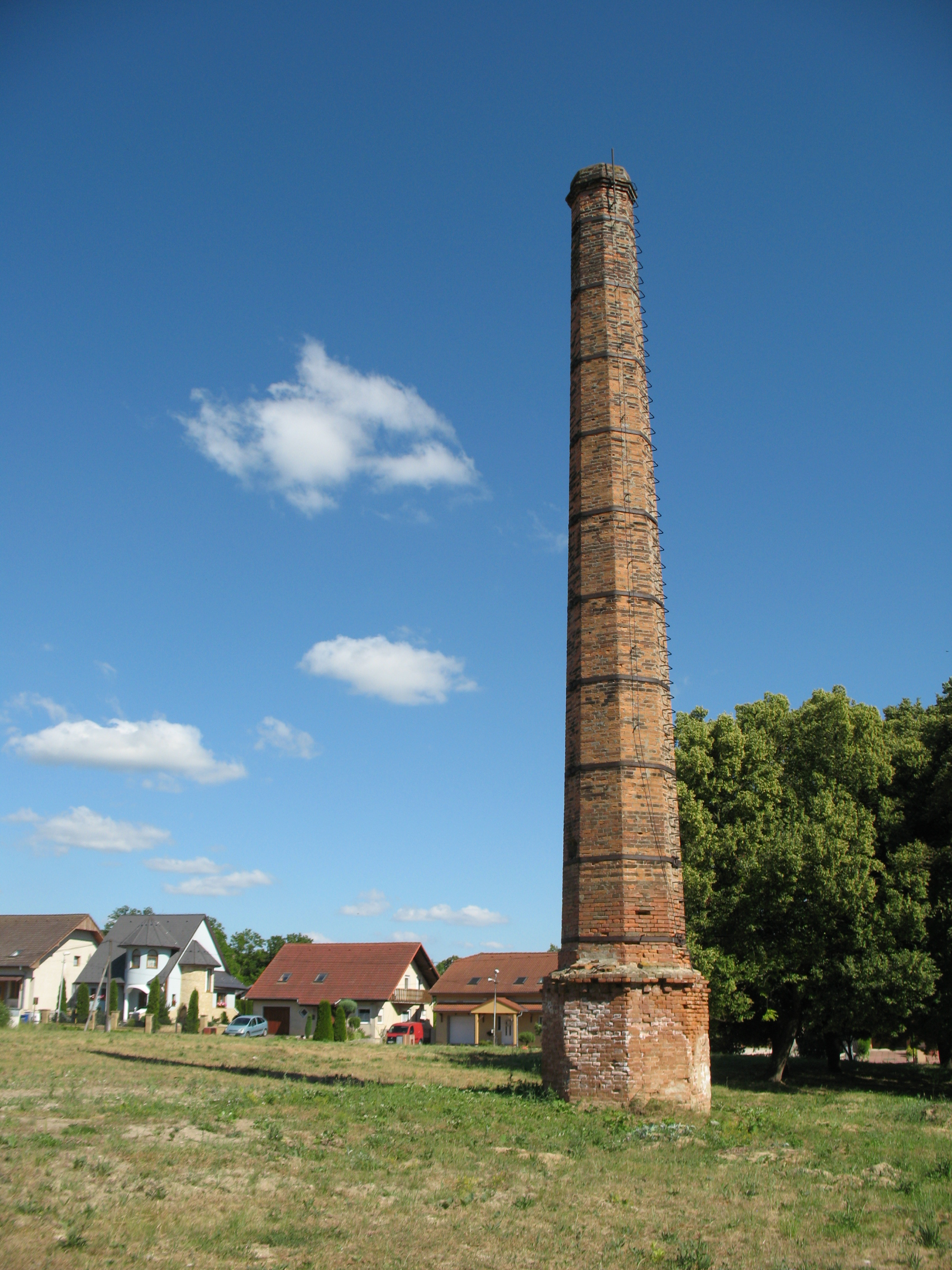

- Szent Márton római katolikus temploma egyhajós, 1933-ban épült. Kazettás mennyezete van, belseje pseudoromán kiképzésű.